# Charles Henry Wyson
Charles Henry Wyson (* 2000 in Kalifornien) ist ein US-amerikanischer Schauspieler.

## Leben
Wyson trat erstmals 2007 in der Fernsehserie Journeyman – Der Zeitspringer auf, in der er in 13 Episoden die Rolle des Zack Vasser spielte. Im Jahr darauf spielte er in Der seltsame Fall des Benjamin Button den sechsjährigen Benjamin. Im selben Jahr stellte er in einer Episode der Serie Lost in einer Rückblende den jungen John Locke dar. Wyson war daneben in US-amerikanischen Werbespots unter anderem für Kool-Aid und Burger King zu sehen.

## Filmografie (Auswahl)
- 2007: Journeyman – Der Zeitspringer (Journeyman, Fernsehserie, 13 Episoden)
- 2008: Der seltsame Fall des Benjamin Button (The Curious Case of Benjamin Button)
- 2008: Gary Unmarried (Fernsehserie, 3 Episoden)
- 2008: Lost (Fernsehserie, Episode 4x11)
- 2008: Tics – Meine lästigen Begleiter (Front of the Class)
- 2010: Meet My Mom (Fernsehfilm)
- 2011: Spooky Buddies – Der Fluch des Hallowuff-Hunds (Spooky Buddies, Stimme von Buddha)
- 2012: Treasure Buddies – Schatzschnüffler in Ägypten (Treasure Buddies, Stimme von Buddha)
- 2012: Touch (Fernsehserie, Episode 1x12)
- 2013: Shameless (Fernsehserie, Episode 3x04)